# Belciades siitanae
Belciades siitanae là một loài bướm đêm trong họ Noctuidae.